# Détroit de Bass
Pour les articles homonymes, voir Bass.
Le détroit de Bass est un bras de mer bordier de l'océan Indien qui sépare le  continent australien, plus particulièrement l'État de Victoria, de la Tasmanie. Il porte le nom du médecin George Bass qui accompagnait l'explorateur britannique Matthew Flinders, qui le franchit en 1798 prouvant que la Tasmanie est une île isolée de l'Australie. Il relie la Grande Baie australienne à la mer de Tasman.
Il a été formé il y a 8 000 ans par l’élévation du niveau de la mer à la fin de la dernière période glaciaire

## Géographie

### Limites
L'Organisation hydrographique  internationale définit les limites du détroit de Bass de la façon suivante
- A l'ouest : Une ligne allant du cap Otway, État de Victoria, (38° 51′ 29″ S, 143° 30′ 40″ E), jusqu’au cap Wickham, ancien cap D’Anville (39° 34′ 45″ S, 143° 56′ 56″ E), sur l’île King (New Year Islands ou îles du Nouvel An, Tasmanie) puis de Stokes Point (extrémité sud de l’île King, ancien cap Bonpland) jusqu’au cap Grim, ancien cap Berthoud (40° 40′ 29″ S, 144° 41′ 07″ E), à l’extrémité nord-ouest de la Tasmanie[2].
- A l'est : Une ligne allant de Gabo Island (État de Victoria) (37° 34′ 11″ S, 149° 54′ 49″ E) jusqu'à la pointe nord-est de East Sister Island (39° 38′ 24″ S, 148° 00′ 00″ E), puis le long du 148e méridien est jusqu'à Flinders Island (Archipel Furneaux) , au-delà de cette île une ligne allant jusqu'à l'extrémité est des Vansittart Shoals (hauts-fonds) (40° 16′ 50″ S, 148° 24′ 04″ E)  et depuis le cap Barren (40° 26′ 05″ S, 148° 28′ 53″ E), l'extrémité est de Cape Barren Island, à Eddystone Point, en Tasmanie (40° 59′ 37″ S, 148° 20′ 56″ E).

### Description
Le bras de mer comprend des récifs de coraux et de nombreuses îles, principalement dans sa partie sud. Orienté ouest-est, il atteint une longueur de 447 km pour une largeur moyenne d'environ 235 km et une profondeur moyenne de 50 mètres. De forts courants le traversent et les conditions de navigation y sont difficiles presque toute l'année. Un premier phare fut construit en 1848 sur Deal Island. Situé à une altitude de 305 mètres, il était peu visible par temps couvert et fut arrêté en 1992. Un deuxième fut construit en 1859 au cap Wilson et enfin un troisième fut élevé en 1861 à l'extrémité nord de King Island.